# 박병석
박병석(朴炳錫, 1952년 1월 25일~)은 대한민국의 기자 출신의 정치인이다. 제16·17·18·19·20·21대 국회의원이며, 제21대 국회 전반기 국회의장(2020. 6.~2022. 5.)을 지냈다. 본관은 고령이며, 대전 출생이다.

## 학력
- 1964년 대전삼성국민학교 졸업
- 1967년 대전중학교 졸업
- 1970년 대전고등학교 졸업
- 1976년 성균관대학교 법률학과 학사
- 1978년 성균관대학교 대학원 중어중문학과 석사 수료
- 1997년 한양대학교 언론정보대학원 석사
- 2005년 한양대학교 대학원 신문방송학과 박사 수료

### 명예 박사 학위
- 2009년 충남대학교 명예 자치행정학 박사

## 경력
- 1975년~1985년: 중앙일보 사회부, 경제부 기자
- 1985년 4월~1990년 1월: 중앙일보 홍콩특파원
- 1990년 1월~1994년 1월: 중앙일보 정치부 차장
- 1994년 2월~1995년 2월: 워싱턴주립대학교 초빙연구원
- 1995년~1997년: 중앙일보 경제부, 산업부 부장
- 중앙일보 부국장
- 1998년: 새정치국민회의 수석부대변인
- 1998년: 새정치국민회의 김대중 총재특보
- 1998년~1999년: 새정치국민회의 정책위원회 상임부의장
- 1999년~2000년: 서울특별시 정무부시장
- 한밭대학교 겸임교수
- 배재대학교 겸임교수
- 한밭대학교 객원교수
- 대전대학교 객원교수
- 2000년 4월 13일 대한민국 제16대 국회의원 선거 당선(대전 서구 갑, 새천년민주당, 초선)
- 2004년 4월 15일 대한민국 제17대 국회의원 선거 당선(대전 서구 갑, 열린우리당, 재선)
- 2008년 4월 9일 대한민국 제18대 국회의원 선거 당선(대전 서구 갑, 통합민주당, 3선)
- 2012년 4월 11일 대한민국 제19대 국회의원 선거 당선(대전 서구 갑, 민주통합당, 4선)
- 2016년 4월 13일 대한민국 제20대 국회의원 선거 당선(대전 서구 갑, 더불어민주당, 5선)
- 2020년 4월 15일 대한민국 제21대 국회의원 선거 당선(대전 서구 갑, 더불어민주당, 6선)

## 의정 활동
- 2000년 5월 30일~2004년 5월 29일: 제16대 국회의원(대전 서구 갑, 새천년민주당→무소속→열린우리당, 초선)
  - 2000년 6월~2002년 5월: 제16대 국회 전반기 국회운영위원회 위원
  - 2000년 6월~2004년 5월: 제16대 국회 전반기, 후반기 정무위원회 위원
- 2000년: 새천년민주당 원내부총무
- 2000년: 새천년민주당 대변인
- 2003년: 열린우리당 신행정수도건설위원장
- 2004년: 열린우리당 대전광역시당 위원장
- 2004년 5월 30일~2008년 5월 29일: 제17대 국회의원(대전 서구 갑, 열린우리당→대통합민주신당→통합민주당, 재선)
  - 2004년 7월~2006년 5월: 제17대 국회 전반기 재정경제위원회 위원
  - 2006년 6월~2008년 5월: 제17대 국회 후반기 정무위원회 위원장
- 2007년~2008년: 대통합민주신당 대전광역시당 위원장
- 2008년~2009년: 민주당 정책위원회 의장
- 2008년 5월 30일~2012년 5월 29일: 제18대 국회의원(대전 서구 갑, 통합민주당→민주당→민주통합당, 3선)
  - 2008년 8월~2010년 5월: 제18대 국회 전반기 기획재정위원회 위원
  - 2008년 8월~2010년 5월: 제18대 국회 전반기 예산결산특별위원회 위원
  - 2010년 6월~2012년 5월: 제18대 국회 후반기 정무위원회 위원
- 2012년 5월 30일~2016년 5월 29일: 제19대 국회의원(대전 서구 갑, 민주통합당→민주당→새정치민주연합→더불어민주당, 4선)
  - 2012년 6월~2014년 5월: 제19대 국회 전반기 국회부의장
  - 2014년 6월~2016년 5월: 제19대 국회 후반기 정무위원회 위원
- 2016년 5월 30일~2020년 5월 29일: 제20대 국회의원(대전 서구 갑, 더불어민주당, 5선)
  - 2016년 6월~2018년 5월: 제20대 국회 전반기 외교통일위원회 위원
  - 2017년 1월~2017년 12월: 제20대 국회 헌법개정특별위원회 위원
  - 2018년 1월~2018년 6월: 제20대 국회 헌법개정 및 정책개혁 특별위원회 위원
  - 2018년 7월~2020년 5월: 제20대 국회 후반기 외교통일위원회 위원
  - 2018년 10월~2019년 6월: 제20대 국회 정치개혁 특별위원회 위원
- 2016년 10월~2020년 5월: 더불어민주당 재외동포위원장
- 2020년 5월 30일~: 제21대 국회의원(대전 서구 갑, 더불어민주당→무소속→더불어민주당, 6선)
- 2020년 6월~2022년 5월: 제21대 국회 전반기 국회의장[2][3]
  - 2022년 4월 22일: 소속인 더불어민주당이 당론으로 채택한 검수완박 법안을 국회의장 자격으로 중재안을 제시.
    - 입장문 “최종 중재안은 여야 원내 지도부들, 전직 국회의장님들, 정부의 책임있는 관료들과 전문가 의견을 종합해서 제시했다”
- 2022년 8월~: 더불어민주당 상임고문

## 상훈
- 2020년 제1회 대한민국 헌정대상
- 2003년 황조근정훈장
- 1989년 한국기자상(1996)

## 저서
- 《이 기사를 조간에 꼭 실어야 겠는데요》(지원미디어, 1999)
- 《떠오르는 재계 새별》(중앙일보사 경제2부와 공저, 중앙M&B, 1997)

## 역대 선거 결과
|  | 37.45% |

|  | 51.75% |

|  | 41.29% |

|  | 54.53% |

|  | 48.66% |

|  | 55.58% |

## 소속 정당
| 소속 정당 | 소속 정당      | 소속 기간 | 비고           |
| --------- | -------------- | --------- | -------------- |
|           | 새정치국민회의 | 1998~2000 | 정계 입문      |
|           | 새천년민주당   | 2000~2003 | 합당           |
|           | 무소속         | 2003      | 탈당           |
|           | 열린우리당     | 2003~2007 | 창당           |
|           | 무소속         | 2007      | 탈당           |
|           | 대통합민주신당 | 2007~2008 | 창당           |
|           | 통합민주당     | 2008      | 합당           |
|           | 민주당         | 2008~2011 | 당명 변경      |
|           | 민주통합당     | 2011~2013 | 합당           |
|           | 민주당         | 2013~2014 | 당명 변경      |
|           | 새정치민주연합 | 2014~2015 | 합당           |
|           | 더불어민주당   | 2015~2020 | 당명 변경      |
|           | 무소속         | 2020~2022 | 탈당           |
|           | 더불어민주당   | 2022~현재 | 복당 정계 은퇴 |

## 가족
- 아버지: 박홍구(1922년~2002년 2월 8일)
- 형: 박병호(1946년 3월 8일~) 제12·15대 대전광역시 동구청장
- 동생: 박병민

## 같이 보기
- 대한민국의 국회의장
- 대한민국의 국회부의장
- 서울특별시 부시장
- 대전 서구의 국회의원
- 서구 갑 (대전)